# Pozelwa
Pozelwa (lit. Želva) – miasteczko na Litwie, w okręgu wileńskim, w rejonie wiłkomierskim, położone ok. 22 km na wschód od Wiłkomierza, przy drodze Wiłkomierz-Malaty, nad rzeką Zelwą, dopływem Cesarki. Siedziba gminy Pozelwa. 
Znajduje się tu m.in. kościół, poczta, szkoła, synagoga, hipodrom i pomnik upamiętniający miejscowych Żydów. Kilka kilometrów na północ od miasteczka, nad rzeką Cesarką wznosi się grodzisko. Pierwsze wzmianki o Pozelwie pochodzą z 1373 roku, a pierwszy kościół ufundowali tu jezuici w 1753 roku. W okresie międzywojennym siedziba gminy. Dekretem prezydenta Republiki Litewskiej miejscowość od 2000 roku posiada własny herb.
W 1926 urodził się tutaj Aaron Klug - laureat nagrody Nobla w dziedzinie chemii z roku 1982, co upamiętnia pomnik postawiony tu w roku 2005.